# کالوی ریسورتا
کالوی ریسورتا (به ایتالیایی: Calvi Risorta) یک کومونه در ایتالیا است که در استان کسرتا واقع شده‌است.

## خصوصیات
کالوی ریسورتا ۱۵٫۸۸ کیلومترمربع مساحت و ۵٬۸۵۷ نفر جمعیت دارد و ۱۱۴ متر بالاتر از سطح دریا واقع شده‌است.